# Gegharkunik (tỉnh)
Tỉnh Gegharkunik (tiếng Armenia: Գեղարքունիք) là một tỉnh Marz của Armenia, giáp biên giới với các vùng Ganja-Gazakh, Kalbajar-Lachin và cộng hòa tự trị Nakhchivan của Azerbaijan. Tỉnh lỵ đóng ở Gavar. Tỉnh có diện tích 5348 km2l, dân số năm 2002 là người. Gegharkunik được đặt tên theo Gegham. Gegham là một vị vua Haykazuni và thế hệ thứ năm sau khi Hayk Gegham là cha đẻ của "Sisak" của Syunid quý tộc và "Arma" ông nội của Ara the Beautiful. Núi Geghama và hồ Geghama, hiện nay hồ Sevan, được đặt tên theo Gegham.Gegharkunik là tỉnh lớn nhất ở Armenia theo diện tích. Tuy nhiên, khoảng 1.278 km ² lãnh thổ của mình được bao phủ bởi hồ Sevan, hồ lớn nhất ở Kavkaz và một điểm thu hút du lịch lớn của khu vực. Vùng đất lọt trong Azerbaijan, Artsvashen, mà theo Azerbaijan kiểm soát trong chiến tranh Nagorno-Karabakh.
Các tỉnh giáp ranh:

## Các cộng đồng
Tỉnh có các cộng đồng sau (trong đó có cộng đồng in đậm trong bảng là thành thị) và cộng đồng nông thôn.